# Anne Sigier
Anne Sigier née Marie-Jeanne Olivier le 30 juin 1933 à Comines, France et morte le 18 avril 2025 à Québec, Canada. Anne Sigier est une éditrice québécoise d'origine française, fondatrice de la maison d'édition qui porte son nom, créée en 1975 avec son mari et acquise par les Éditions Médiaspaul en 2009.

## Historique
Née dans le nord de la France, Anne Sigier enseigne la catéchèse dans l'école de ses enfants à Marcq-en-Barœul. Elle décide au début d'être une sage-femme. Envoyée par l'éditeur français Aufad, elle arrive au Québec en 1972, avec son mari Jacques et ses quatre enfants. Elle fonde en 1975 les Éditions Anne Sigier qui se spécialisent dans les livres religieux. La première publication est les Psaumes d'Israël traduits par Évode Beaucamp qui paraît en 1978. 
De ses débuts jusqu'en 1984, la maison d'édition est située à Lac-Beauport près de Québec. Cette année-là, elle déménage à Sainte-Foy. Finalement, en 1996, elle s’installe à Sillery. À cet endroit s'ajoute une librairie où sont vendus ses livres. En 40 ans, elle a édité 600 livres et 300 auteurs.
En 2009, les Éditions Anne Sigier sont acquises par les Éditions Médiaspaul où sont situés ses bureaux, à Montréal.

## Distinctions
Médaille Pro Ecclesia et Pontifice décernée par Benoît XVI en 2009
Médaille de chevalier de la Légion d’honneur en 2013.

## Publications
- Les Psaumes d'Israël traduits par Évode Beaucamp, 1978
- Je rencontre Jésus, Jean Vanier, 1982
- Bible Chrétienne, Dom Nesmy
- Ces regards d'enfant, Olivier Dassault, 1983
- Hommage au Québec, Eugen Kedl, photographe, 1988
- La santé dans les grands plats, Jean Soulard, 1990